# Cimetière de Sant Gervasi
Le cimetière de Sant Gervasi est le cimetière de l'ancien village de Sant Gervasi de Cassoles, désormais rattaché administrativement à la mairie de Barcelone. 

## Localisation et présentation
Situé sur les flancs du Parc de Collserola, il est l'un des lieux reconnus de l'architecture néo-classique et du modernisme catalan, styles d'architectures funéraires prisée par la bourgeoisie catalane des XIXe et XXe siècles. 
Le lieu est aujourd'hui administrativement situé dans le district barcelonais de Sarrià-Sant Gervasi. Il est géré par la mairie de Barcelone. 
Au niveau touristique, il offre des points de vue remarquables sur la ville de Barcelone. 

## Sépultures de personnalités

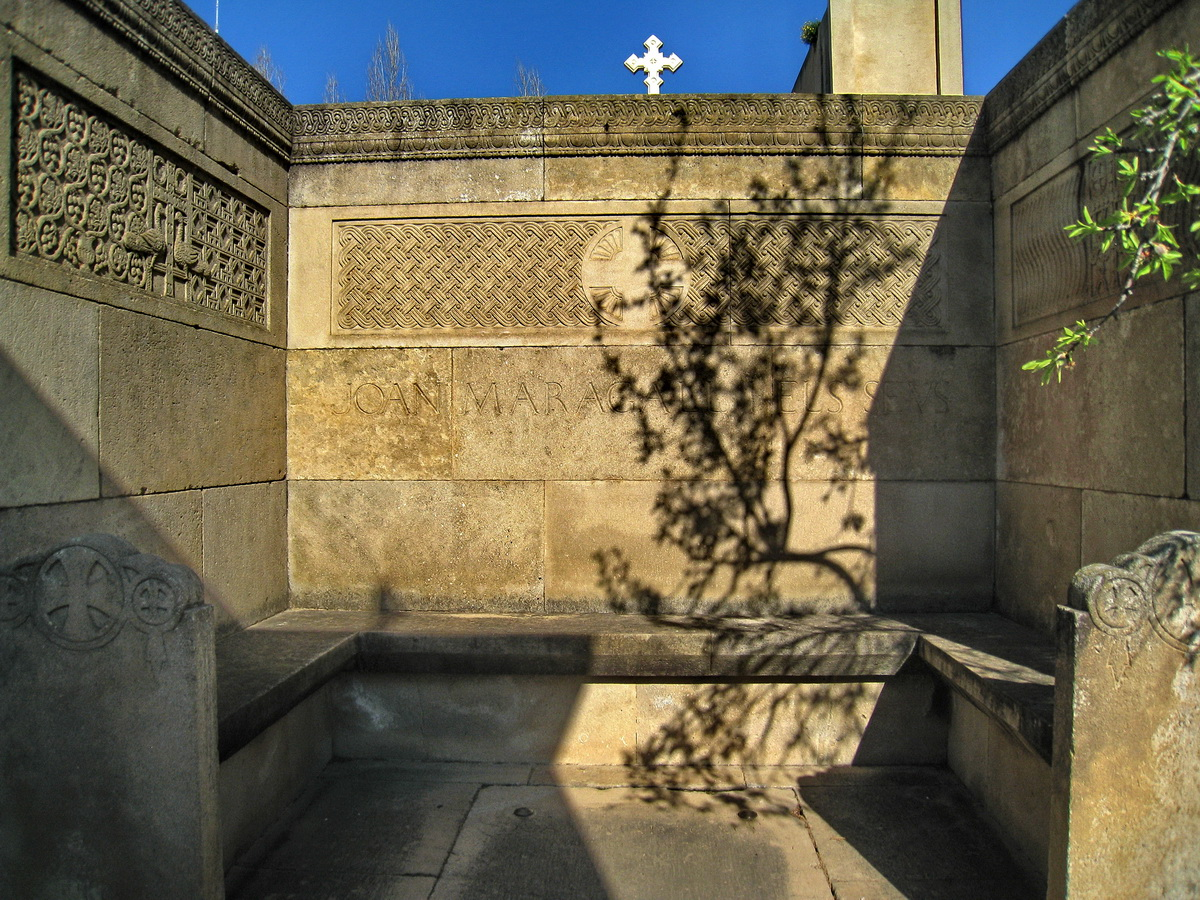
Sépulture du poète Joan Maragall.

- Elena d'Angri Vitturi (1821-1924), cantatrice;
- August Font i Carreras (1846-1924), architecte et universitaire[5];
- Joan Maragall (1860-1911), poète et journaliste;
- Darío de Regoyos (1857-1913), peintre;
- Felip Pedrell (1841-1922), compositeur et musicien;
- Lluís Domènech i Montaner (1850-1923), architecte, personnalité du modernisme catalan;
- Enric Clarasó (1857-1941), sculpteur;
- Joan Lamote de Grignon (1872-1949), musicien, pianiste et compositeur;
- Xavier Montsalvatge (1912- 2002), compositeur;
- Josep Guinovart (1927-2007), peintre.
- Margarita Rivière (1944-2015), écrivaine et journaliste.